# Papus
Papus, właśc. Gérard Encausse (ur. 13 lipca 1865 w A Coruña, zm. 25 października 1916 w Paryżu) – francuski lekarz, hipnotyzer, okultysta, ezoteryk, teozof, różokrzyżowiec, martynista.
Syn chemika Louisa Encausse (1832–1907) i Irène z domu Pérez. Gdy miał cztery lata, jego rodzina przeniosła się do Francji, tam odebrał edukację. W młodości zainteresował się alchemią, tarotem, magią, Kabałą, i zgłębiał dzieła na ten temat w paryskiej Bibliothèque nationale. W 1887 roku był współzałożycielem Towarzystwa Teozoficznego, ale w 1890 roku wystąpił z niego i założył własne koło ezoteryczne – Groupe indépendant d’étude ésoterique. Został też członkiem Ordre Kabbalistique de la Rose-Croix. Mniej więcej w tym czasie przyjął pseudonim Papus, zaczerpnięty z dzieła Apoloniusza z Tiany Nykthemeron. W 1894 roku na Uniwersytecie Paryskim otrzymał tytuł doktora medycyny.
Trzykrotnie (1901, 1905, 1906) odwiedzał Rosję i dwór carski, służąc carowi Mikołajowi II i carycy Aleksandrze jako lekarz, ale także znawca ezoteryki.
Podczas I wojny światowej służył jako lekarz wojskowy w armii francuskiej. Zachorował na gruźlicę i zmarł w 1916 roku.